# Camellia parvilimba
Camellia parvilimba là một loài thực vật có hoa trong họ Theaceae. Loài này được Merr. & F.P.Metcalf mô tả khoa học đầu tiên năm 1937.